# Herbert Jamison
Herbert Brotherson Jamison (Peoria, 19 juli 1875 - aldaar, 22 november 1938) was een Amerikaanse sprinter, die gespecialiseerd was in de 400 m.
Op de Olympische Spelen van 1896 in Athene won hij op de 400 m een zilveren medaille. Met een (geschatte) tijd van 55,2 s eindigde hij achter Thomas Burke, die de wedstrijd won in 54,2.
Jamison studeerde aan de Princeton-universiteit.

## Palmares

### 400 m
- 1896: [1] OS - 55,2 s